# Rafał Nadolny
Rafał Nadolny (ur. 1971) – polski historyk sztuki, w latach 2011–2016 Mazowiecki Wojewódzki Konserwator Zabytków.

## Życiorys
Jest absolwentem historii sztuki na Uniwersytecie im. Adama Mickiewicza w Poznaniu. Ukończył także studia podyplomowe z zakresu prawnej ochrony dóbr kultury. Specjalizuje się w ochronie zabytków nieruchomych. Od 1995 pracował w służbach konserwatorskich; najpierw w Poznaniu, a następnie w Warszawie. Był kierownikiem Wydziału Dokumentacji i Rejestru Zabytków w Wojewódzkim Urzędzie Ochrony Zabytków w Warszawie. Po odwołaniu Barbary Jezierskiej z urzędu Mazowieckiego Wojewódzkiego Konserwatora Zabytków w dniu 28 kwietnia 2011 objął funkcję p.o. MWKZ. 28 sierpnia tego samego roku został powołany przez wojewodę mazowieckiego Jacka Kozłowskiego na Mazowieckiego Wojewódzkiego Konserwatora Zabytków. Powołanie było efektem wygranego przez Nadolnego konkursu na urząd MWKZ w którym pokonał siedmiu innych kandydatów, w tym Antoniego Oleksickiego, który ostatecznie został powołany na jego zastępcę. W okresie jego urzędowania do rejestru zabytków został wpisany między innymi dworzec kolejowy w Otwocku, oficyna Burkego przy Kawęczyńskiej 26 w Warszawie oraz cmentarz choleryczny w Warszawie.
Jako wojewódzki konserwator Rafał Nadolny krytykowany był za kilkakrotne wpisanie do rejestru zabytków tylko fragmentów budynków, w tym między innymi gmachu Domu Wydawniczego "Bellona" przy ul. Grzybowskiej 77 i piekarni Teodora Rajcherta przy Grochowskiej 224 w Warszawie. Kontrowersje wzbudziło również usunięcie przez Nadolnego z ewidencji zabytków obiektów powojennych uznanych za dobra kultury współczesnej. W ten sposób ochrony pozbawione zostały między innymi pochodzące z lat 60. XX wieku budynki Ściany Wschodniej czy otoczenie ronda Waszyngtona w Warszawie. Nadolny odmówił również wpisu do rejestru zabytków powojennych obiektów na Saskiej Kępie, o co zabiegali społecznicy, a także wpisania do rejestru zabytków przedwojennej kamienicy przy ul. Waliców 14 w Warszawie, argumentując, że obiekt nie posiada szczególnych wartości. Nadolny odmówił również wpisania do rejestru zabytków kamienicy przy ul. Ciepłej 3 w Warszawie, w której przyszedł na świat ks. Ignacy Skorupka, oraz rozebranego później dworku przy ul. Grochowskiej 314 w Warszawie. W okresie swojego urzędowania zwołał również zaledwie raz Wojewódzką Radę Ochrony Zabytków, stanowiącą ciało doradcze konserwatora. Wcześniej członkowie Rady apelowali do Nadolnego o objęcie ochroną zagrożonego rozbiórką gmachu Teatru Żydowskiego w Warszawie, do czego Nadolny ustosunkował się negatywnie.
19 lutego 2017 wojewoda mazowiecki Zdzisław Sipiera, w uzgodnieniu z Generalnym Konserwatorem Zabytków, odwołał Rafała Nadolnego z urzędu MWKZ, a na jego następcę powołano ponownie Barbarę Jezierską.